# Theodor von Zeynek
Theodor Ritter von Zeynek (Troppau, 5. ožujka 1873. – Salzburg, 6. listopada 1948.) je bio austrougarski general i vojni zapovjednik. Tijekom Prvog svjetskog rata obnašao je dužnost načelnika stožera Korpusa Czibulka i 7. armije na Istočnom bojištu.

## Obitelj
Theodor von Zeynek je rođen 5. ožujka 1873. u Troppauu. Najmlađi je od troje djece školskog inspektora Gustava von Zeyneka i njegove supruge Marie von Zeynek. Theodorov brat Richard bio je profesor medicinske kemije u Pragu, dok se sestra Olga Rudel-Zeynek bavila politikom te bila poslanicom u austrijskom parlamentu. Brak je sklopio s Alice von Zdekauer s kojom je imao sina Wolfganga.

## Vojna karijera
Zeynek je srednju školu završio 1891. u Troppauu, te se nakon završetka iste odlučio za vojni poziv. Pohađa Terezijansku vojnu akademiju u Bečkom Novom Mjestu, nakon čega je raspoređen na službu u 3. pješačku pukovniju. Nakon tri godine službe u navedenoj pukovniji, 1897. upisuje Ratnu akademiju koju završava u listopadu 1899. godine. Potom služi kao osobni pomoćnik Friedricha von Beck-Rzikowskog, te u 95. pješačkoj pukovniji u Lembergu. U studenom 1903. premješten je u Prag gdje služi u stožeru 9. pješačke divizije. Tu upoznaje i svoju buduću suprugu Alice von Zdekauer. U veljači 1906. raspoređen je na službu u operativni odjel Glavnog stožera gdje sudjeluje u izradi ratnih planova za slučaj ratova s Italijom, Rusijom, pa čak i tadašnjom saveznicom Njemačkom. Godine 1908. sudjeluje u planiranju operacija tijekom Aneksijske krize. U svibnju 1910. promaknut je u čin bojnika, dok je u svibnju 1912. imenovan načelnikom stožera 8. pješačke divizije. Od studenog 1913. zapovijeda bojnom u 2. tirolskoj pukovniji carskih strijelaca. Istodobno s tm imenovanjem unaprijeđen je u čin potpukovnika.

## Prvi svjetski rat
Na početku Prvog svjetskog rata Zeynek je raspoređen u stožer 4. armije kojom je na Istočnom bojištu zapovijedao Moritz Auffenberg. U sastavu navedene armije sudjeluje u Galicijskoj bitci. Potom je u siječnju 1915. imenovan načelnikom stožera Korpusa Czibulka pod zapovjedništvom Claudiusa Czibulke s kojim sudjeluje u Karpatskoj ofenzivi. Navedenu dužnost obnaša do ožujka kada postaje načelnikom stožera Armijske grupe Pflanzer-Baltin kojom je zapovijedao Karl von Pflanzer-Baltin. Kada je na osnovi jedinica navedene armijske grupe formirana 7. armija, Zeynek je imenovan načelnikom stožera predmetne armije. U rujnu 1915. promaknut je u čin pukovnika.
Tijekom Brusilovljeve ofenzive Zeynek je zajedno s Pflanzer-Baltinom smijenjen. Odmah je raspoređen u operativni odjel Glavnog stožera gdje najprije sudjeluje u formiranju Poljske vojske. U siječnju 1917. imenovan je načelnikom odjela za logistiku Glavnog stožera u kojem svojstvu je bio odgovoran za opskrbu i opremljenost austrougarske vojske.Navedenu dužnost obnaša do kraja rata.

## Poslije rata
Nakon završetka rata Zeynek je s 1. siječnjem 1919. umirovljen. Živio je najprije u roditeljskoj kući u Pragu, a potom u Mondseeu i Salzkammergutu. Posvetio se pisanju i prevođenju. Napisao je memoare koji su objavljeni nakon njegove smrti, te je na njemački preveo Shakespeareova djela. Preminuo je 6. listopada 1948. godine u 76. godini života u Salzburgu. Pokopan je u obiteljskom grobu u Mödlingu.

## Vanjske poveznice
(njem.) Theodor von Zeynek na stranici Weltkriege.at

(njem.) Theodor von Zeynek na stranici Archivinformationssystem.at

(češ.)
Theodor von Zeynek na stranici Valka.cz